# Shōgakukan
Shōgakukan (株式会社小学館 (Châu thức hội xã Tiểu học quán) Kabushiki kaisha Shōgakukan) là nhà xuất bản với những ấn phẩm từ điển, văn học, manga, tác phẩm phi hư cấu, DVD, và một số sản phẩm khác tại Nhật Bản.
Shōgakukan là công ty đã thành lập ra Shueisha và đến lượt mình Shueisha lại thành lập ra Hakusensha. Ba công ty hiện nay trở nên độc lập với nhau, nhưng tất cả đều được gọi là Tập đoàn Hitotsubashi, một trong những tập đoàn xuất bản lớn nhất Nhật Bản. Shōgakukan có trụ sở chính tại Hitotsubashi, Chiyoda, Tokyo, và hai công ty còn lại cùng đặt tại các đặc khu ở Tokyo.

## Shōgakukan ở Hoa Kỳ
Công ty Shōgakukan, cùng với Shueisha, chủ của Viz Media, nhà xuất bản manga từ cả những công ty ở Hoa Kỳ.
Chi nhánh của Shōgakukan được cấp phép hoạt động ở Bắc Mĩ là ShoPro Entertainment; nó đã sáp nhập với Viz Media vào năm 2005.
Chi nhánh xuất bản của Shōgakukan là Shōgakukan Productions Co.,Ltd. (hiện tại là Shōgakukan Shueisha Productions)

## Shōgakukan-Shueisha Production (ShoPro) ở Việt Nam
Năm 2018, Shōgakukan thành lập công ty con tại Việt Nam thông qua liên doanh Shōgakukan và Shueisha.
ShoPro Việt Nam thành lập lấy tên là Shogakugan-Shueisha Productions Vietnam Co., LTD với trụ sở chính tại Thành phố Hồ Chí Minh theo chương trình Edu-Port của chính phủ Nhật Bản.
Công ty tại Việt Nam thành lập với vai trò là nhà tư vấn phương pháp giáo dục mầm non theo chương trình giáo dục tại Nhật Bản (The ShoPro Method - SPM), chứ không đảm nhận nhiệm vụ xuất bản in ấn như công ty ShoPro Nhật Bản.

## Danh sách tạp chí do Shōgakukan xuất bản

### Tạp chíManga

#### Tạp chí manga định hướng cho nam giới

##### Tạp chí mangaKodomo
- CoroCoro Comic
- Bessatsu CoroCoro Comic
- CoroCoro Ichiban!

##### Tạp chí mangaShōnen
- Shonen Sunday
- Shonen Sunday Super

##### Tạp chí mangaSeinen
- Big Comic
  - Big Comic Business
  - Big Comic Original
  - Big Comic Spirits
  - Big Comic Special
  - Big Comic Superior
- IKKI
- Monthly Sunday Gene-X
- Weekly Young Sunday

#### Tạp chí manga định hướng cho nữ giới

##### Tạp chí mangaShōjo
- Betsucomi
- Cheese!
- ChuChu
- Ciao
- Pochette
- Shojo Comic

##### Tạp chí mangaJosei
- flowers
- Judy
- Petit Comic

### Tạp chí manga thời trang
- CanCam

## Danh sách manga do Shōgakukan xuất bản
- 21-Emon
- Thám tử lừng danh Conan
- 7 Seeds
- CROKET!
- Bakusō Kyōdai Let's & Go!!
- Chuột Chimpui
- Dawn of the Arcana
- Dengesi Daisy
- Doraemon
- Siêu nhân Mami
- H3 School! (Happy Hustle High)
- In the Bathroom
- InuYasha
- Law of Ueki
- Law of Ueki Plus
- Karakai Jouzu no Takagi-san
- Kare First Love
- Kaze Hikaru
- Kekkaishi
- Kikaider
- Cuốn từ điển kì bí
- Konjiki no Gash Bell! (Zatch Bell!)
- Maison Ikkoku
- MÄR
- Midori no Hibi (Midori Days)
- Mobile Police Patlabor
- Monster
- O~i! Ryōma
- Pluto (manga)
- Pocket Monsters
- Prefectural Earth Defense Force
- RahXephon
- Một nửa Ranma
- Rekka no Honō (Flame of Recca)
- Revolutionary Girl Utena
- Rockman EXE (MegaMan NT Warrior)
- Saikano
- Selfish Fairy Mirumo de Pon (Mirmo Zibang!)
- Sonic the Hedgehog
- Sora wa Akai Kawa no Hotori (Red River)
- SP: Security Police
- Spriggan
- Super Mario-Kun
- The Saga of Darren Shan
- Togari
- Urusei Yatsura
- Yaiba
- Yakitate!! Japan
- Đội quân Doraemon
- Đội quân Doraemon Plus
- Doraemon bóng chày